# Waldburg-Wolfegg
Waldburg-Wolfegg fu una Contea del Sud-Est del Baden-Württemberg, in Germania. Waldburg-Wolfegg-Zeil derivò dalla spartizione del Waldburg e venne divisa nel 1589, per creare il Waldburg-Waldburg, il Waldburg-Wolfegg ed il Waldburg-Zeil. Waldburg-Wolfegg venne divisa nel 1667, a creare il Waldburg-Waldsee, che venne poi annesso al Waldburg-Wolfegg nel 1798.

## Altri progetti

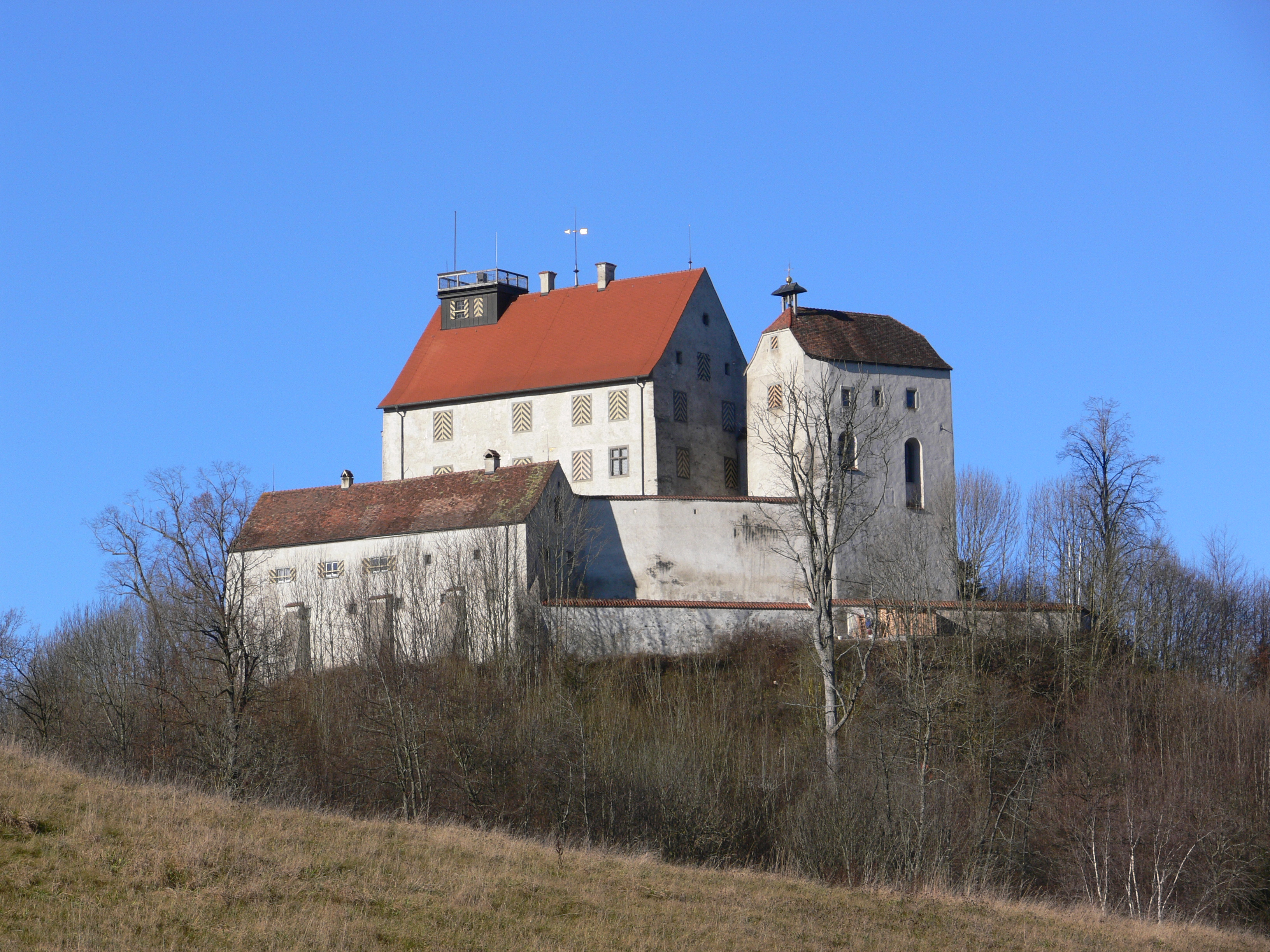
Il castello di Waldburg

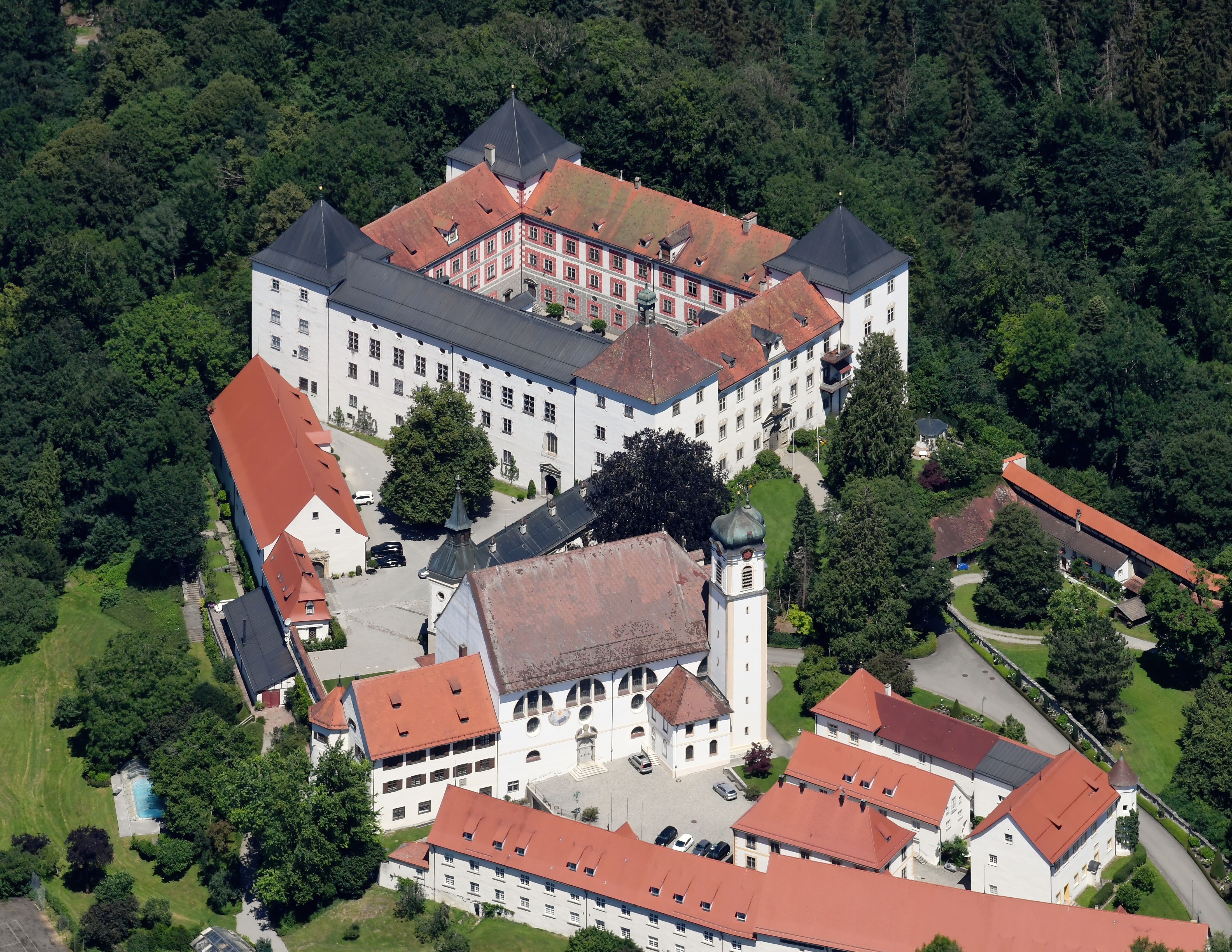
Il castello di Wolfegg

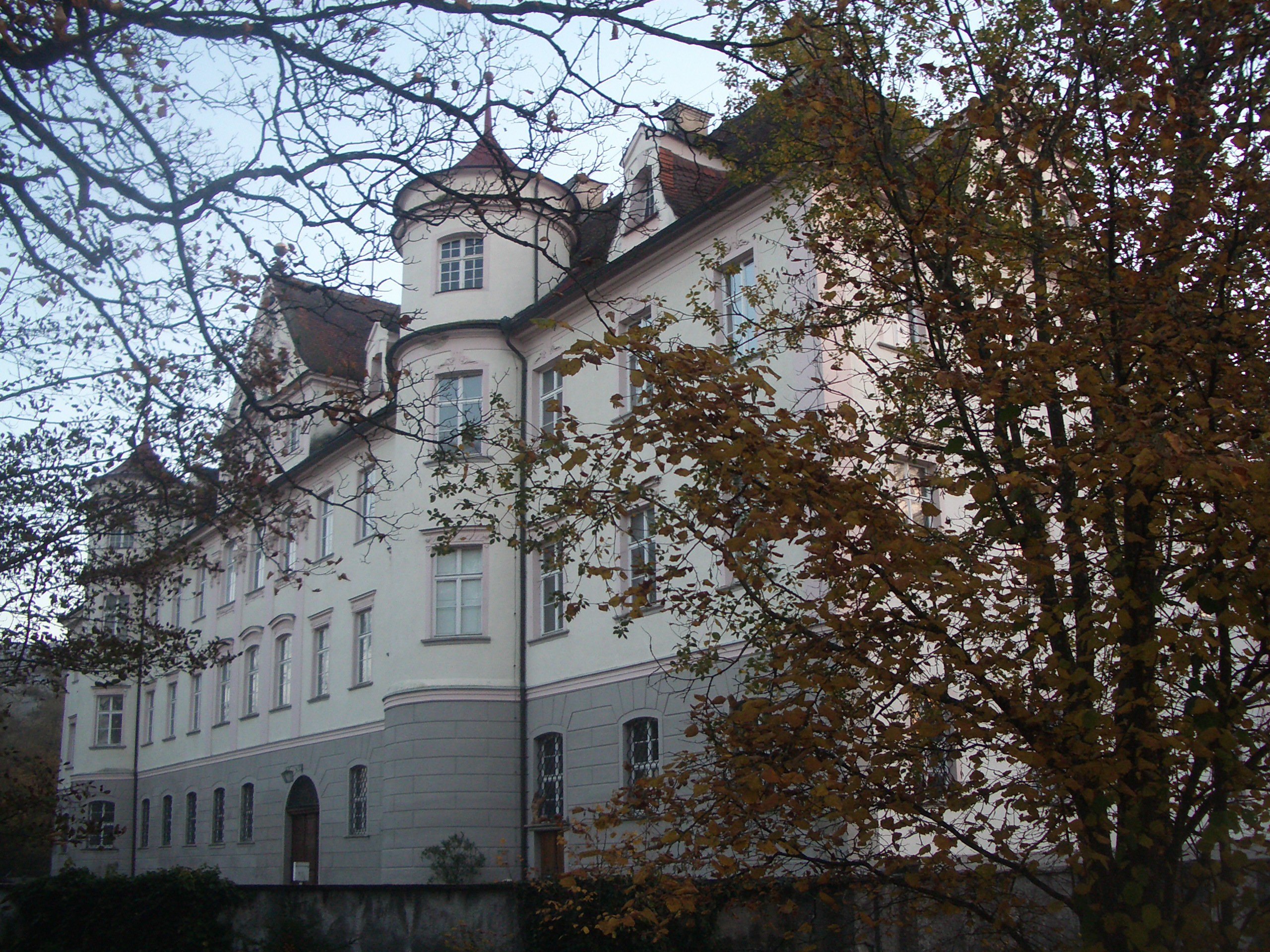
Il castello di Bad Waldsee

## Conti di Waldburg-Wolfegg
- Maximilian Franz, 1667–1681
- Ferdinand Ludwig, 1681–1735
- Joseph Franz, 1735–1774
- Ferdinand, 1774–1779
- Joseph Ludwig, 1779–1791
- Carl Eberhard, 1791–1798